# Enguerrand V de Coucy
Enguerrand V, Señor de Coucy (-después de 1321) heredó el título de Señor de Coucy y el castillo de su tío materno, Enguerrand IV, en 1311. Fue también señor de Oisy y Montmirail.

## Biografía
Enguerrand fue el segundo hijo de Arnould III, conde de Guînes y Alix de Coucy, hija de Enguerrand III, Señor de Coucy. Su padre, Arnould, vendió su condado de Guines a Luis IX de Francia, obligando a Enguerrand a buscarse la vida en el extranjero. Se instaló en Escocia, donde se casó con Christiana Lindsay, hija de William Lindsay y Ada Balliol, hermana de John Balliol. Su matrimonio fue concertado por su pariente común, el rey Alejandro III de Escocia. Enguerrand estuvo presente en la aceptación deMargarita como heredera de Alejandro III y en la firma del Tratado de Birgham en 1290.
El 28 de mayo de 1283, Enguerrand se puso al servicio deEduardo I de Inglaterra.
Cuando el tío materno de Enguerrand, Enguerrand IV, murió sin herederos, los títulos y las tierras de Coucy pasaron a Enguerrand.

### Descendencia
Enguerrand y Christiana tuvieron cuatro hijos:
- Guillaume de Coucy, Señor de Coucy,[2] Marle, La Fère, Oisy y Montmirel, se casó con Isabeau de Châtillon-Saint-Pol
- Enguerrand de Coucy, Vizconde de Meaux, Señor de La ferté-Ancoul, Tresmes y Belonnes, casado primero con Marie de Vianden, Dame de Rumpt y luego con Allemande Flotte de Revel.
- Balduino de Coucy
- Robert de Coucy, Señor de La ferté-Gaucher.